# Forte Frederick Hendrik (Frans Post)
Forte Frederick Hendrik é uma pintura a óleo sobre tela realizada pelo pintor holandês Frans Post em 1640. A obra retrata  uma paisagem pernambucana, tendo ao fundo a fortaleza erguida por Diederick van Waerdenburch, na antiga ilha de Antônio Vaz, no Recife, durante as invasões holandesas no nordeste brasileiro. A tela é a única das sete obras remanescentes pintadas in loco por Frans Post em Pernambuco e atualmente conservada no Brasil. Pertence ao acervo do Instituto Ricardo Brennand, no Recife.